# 市民連帯・波21
市民連帯・波21（しみんれんたい なみ21）は、代表の桜井善作を中心に活動する全国のさきがけとなった落選運動の団体。2000年の第42回衆議院議員総選挙に際し、21名の現職議員を「欠格者」として選び、公表するという活動を呼びかけた。5月10日には、一次リストとして22名の名を公表したが、そこには竹下登元首相を筆頭に、首相経験者など著名な政治家の名が挙がっていた。参議院議員も2人含まれており、また党派別にみると、自由民主党16人、自由党2人、公明党1人、無所属3人であった。
『朝日新聞』社説は、波21の運動について、総選挙前に発表された「落選候補者リスト」を踏まえ、「桜井善作代表も認めるように主観的な要素が濃く、どこまで説得力を持つか疑問が残る。上位に並んだのは、知名度の高い政治家たちだった。」と論評した。
総選挙後に開かれた記者会見では、落選候補者リストに挙げられた27人のうち、7人が小選挙区で落選し、うち1人が比例復活を果たしたことを踏まえ、成果は「6.5人」だったと発表された。